# Краснополосый узкорот
Краснополосый узкорот (лат. Phrynomantis bifasciatus) — вид бесхвостых земноводных из семейства узкоротов.

## Распространение
Ареал вида распространяется от Сомали и Конго (провинция Катанга) до северо-восточной части Южной Африки, северной Намибии и южной Анголы.

## Описание

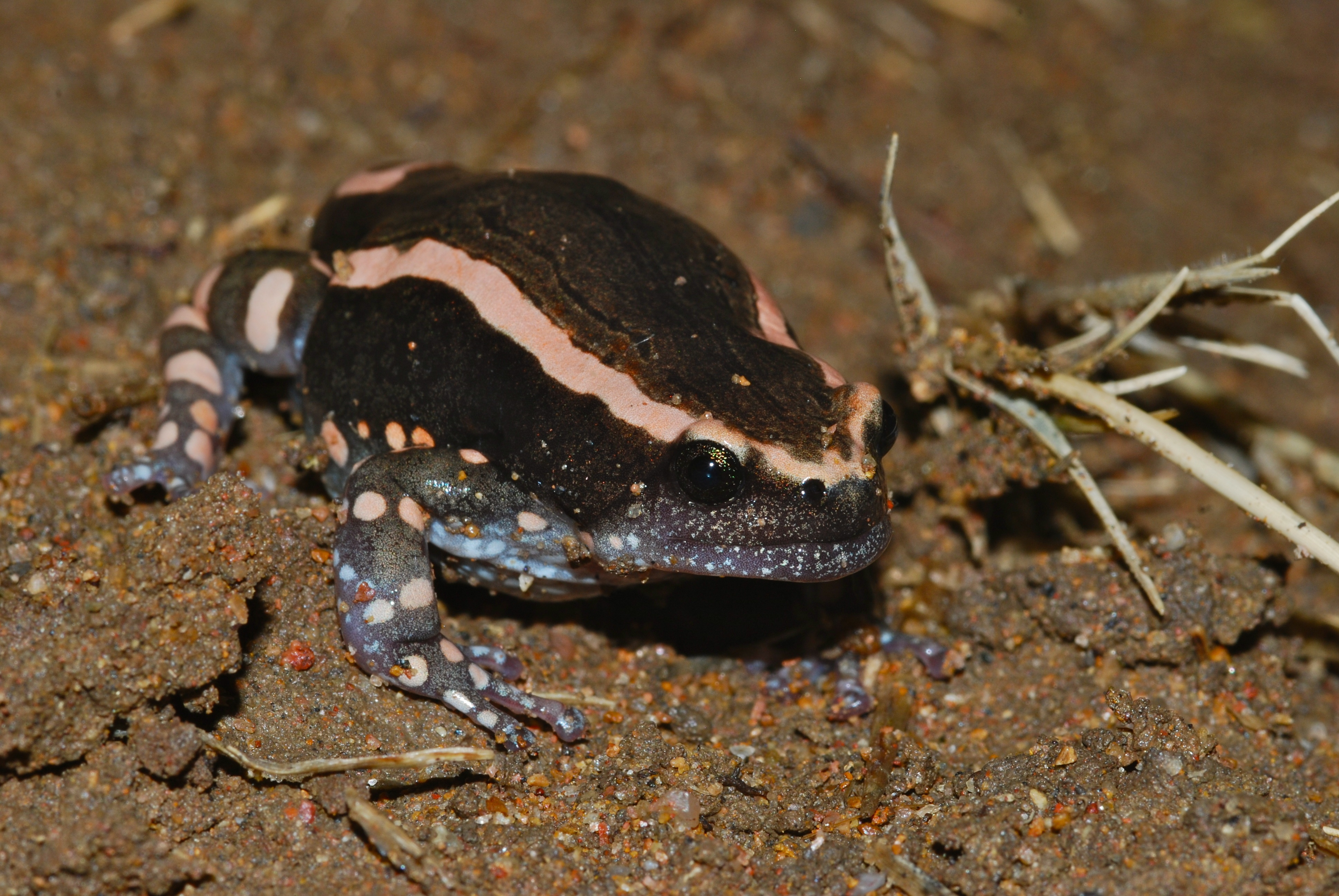

Это лягушка среднего размера, самки могут достигать длины 65 мм, самцы — 45 мм. Голова плоская и относительно узкая. Барабанная перепонка не превышает в диаметре размер глаза. Туловище уплощенное, лапы удлиненные, тонкие. Небольшие перепонки развиты только у основания пальцев на задних конечностях. Пальцы округлые в сечении, на концах расширенные в небольшие присоски. Кожа гладкая. По черному или тёмно-серому фону спины разбросаны оранжевые или красные пятна неправильной формы. По бокам тела от глаз до задних конечностей проходят две широкие ярко-оранжевые или красные полосы. Рисунок живота составляют беловатые пятна на сером фоне. Горло у самцов более тёмное. Голос громкий и слышимый на расстоянии более километра. Трель состоит из мелодичных высоких криков «porreeeee», или более низких «perrooooo» с длительностью около 2 секунд и паузами около 5 секунд. Выделения кожи токсичны — у людей могут вызывать раздражение кожи, а для многих других земноводных и рептилий смертельно опасны.

## Образ жизни

Обитает в сухих и влажных саваннах вблизи водоёмов, временных пресноводных прудах и озёрах, каналах, на пахотных землях, а также на плантациях культурных растений и пастбищах, на высотах от 50 до 1450 м над уровнем моря. Активна ночью. День проводит в укрытиях: норах грызунов, в листовой подстилке, под поваленными деревьями, в пазухах крупных листьев растений, в частности бананов. Питается мелкими насекомыми, в первую очередь, муравьями . Не прыгает, по горизонтальной плоскости передвигается шагом, медленно переставляя конечности. Хорошо лазает, удерживаясь присосками на лапах и брюхом на наклонных поверхностях. В случае опасности принимает угрожающую позу, раздувая и выгибая вверх поднятое на лапах тело и опуская голову вниз.

## Размножение
Гнездится во временных водоёмах и бассейнах, а также на затопленных лугах и небольших плотинах. Самки откладывают от 600 до 1500 яиц, которые приклеивают к плавающей растительности небольшими кладками. Яйца имеют диаметр 1,3 мм внутри желеобразной капсулы 5 мм, диаметр целой кладки около 75 мм. Головастики вылупляются через четыре дня, и вырастают до 37 мм: тело — 12 мм, хвост — 25 мм.